# Medicine for Melancholy
Medicina para la Melancolía (Medicine for Melancholy en su inglés original) es una película romántica independiente y de bajo presupuesto estrenada en 2008. Dirigida por Barry Jenkins supuso el debut en el largometraje del realizador estadounidense. La cinta obtuvo premios y nominaciones en festivales como AAFCA, Film Independent Spirit Awards, Los Angeles Film Festival o el Sarasota Film Festival.

## Trama
Joanne (Tracey Heggins) y Micah (Wyatt Cenac) se despiertan juntos una mañana después de una noche de alcohol. La noche anterior ambos acudieron a una fiesta en la casa de un amigo en común. Aunque se hace evidente que ambos no se conocen muy bien después de compartir el desayuno Joanne no está interesada en conocer a Micah mucho más. Sin embargo cuando Micah descubre inesperadamente que Joanne ha perdido su cartera se acerca a su apartamento para devolvérsela y acaban de pasar el día juntos.
Las diferencias entre Joanne y Micah son bastante obvias: ella es de clase acomodada y reside en el Marina District, una zona acomodada de San Francisco, mientras que él tiene un piso en un modesto barrio periférico y trabaja junto a un grupo de activistas que luchan por hacer la vivienda asequible. A medida que el día avanza Joanne y Micah se percatan de que existe una verdadera atracción mutua pero también se dan cuenta de lo diferentes que son.

## Reparto
- Wyatt Cenac - Micah
- Tracey Heggins - Jo'
- Elizabeth Acker - Miembro de Housing Rights Committee
- Melissa Bisagni - Cassandra Jay
- DeMorge Brown - Portavoz
- Powell De Grange - Miembro de Housing Rights Committee
- Chida Emeka - Miembro de Housing Rights Committee
- John Fiedberg - Miembro de Housing Rights Committee
- Dana Julius - Miembro de Housing Rights Committee
- Erin Klenow - Trabajador del museo
- Phoebe Chi Ching Kwok - Miembro de Housing Rights Committee
- Tommi Avicolli Mecca - Miembro de Housing Rights Committee
- Adam Moskowitz - Miembro de Housing Rights Committee
- Jennifer Sanchez - Miembro de Housing Rights Committee
- Kenyatta Sheppard - Miembro de Housing Rights Committee
- Emily Taplin - Recepcionista
- Brent Weinbach - Camarero

## Recepción
La cinta obtiene valoraciones positivas en los portales de información cinematográfica. En IMDb tiene una valoración de 6,7 sobre 10 con 1.684 votos.

"No se puede hacer una película que se parezca más a mi vida cotidiana en San Francisco que esta. Al contar la historia de dos negros de veintitantos que se encuentran y reúnen una sola noche, comienzan la mañana siguiente en Bernal Heights, caminan hacia Noe Valley para desayunar, toman un taxi hasta el puerto deportivo, luego se dirige de vuelta a su estudio en Geary en Hyde, a dos cuadras de donde alquilé un departamento casi idéntico."
Crítica de JamesDawnBrown en IMDB 

Metacritic le otorga una valoración de 63 sobre 100 calculada sobre 13 valoraciones.

"No hay respuestas simples ni conclusiones obvias que se extraigan de esta película, que, al igual que su banda sonora, es a la vez triste y vibrante, serpenteante y formalmente segura. Es un debut emocionante, y una película que, sin exageración o falsa modestia, encuentra interés y sentimiento en el mundo tal como es."
Crítica de A. O. Scott en The New York Times (2009-01-29) 

En Rotten Tomatoes la película tiene una valoración de frescura de 83 sobre 100.

"El escritor y director Barry Jenkins demuestra una rara habilidad para comunicar un estado mental a través de las imágenes."
Crítica de Mick LaSalle en San Francisco Chronicle (2009-03-06) 

Con una puntuación de 6.0 sobre 10 en FilmAffinity han valorado 118 personas el debut en el largometraje de Barry Jenkins.

"Una película muy atractiva: por el movimiento de la cámara, por el tratamiento del color, por la frescura que transmiten los personajes y por la historia: una pareja de color, él viéndolo todo en blanco y negro, en un esquema vital de arrinconamiento que responde a la realidad de la ciudad de San Francisco, y ella tendiendo al aburguesamiento, intentando tener una visión del mundo menos restringida pero irremediablemente más integrada en una sociedad injusta, la otra cara de la ciudad"
Crítica de Spectacula en FilmAffinity 